# Podufała Baszta
Podufała Baszta (słow. Opálová stena) – turnia o wysokości ok. 2285 m n.p.m. znajdująca się w grani Granackich Baszt (poniżej Granatów Wielickich) w słowackiej części Tatr Wysokich. Leży ona w południowo-zachodnim żebrze Rogatej Turni, nieco poniżej Podufałej Turni. Od tejże turni oddzielona jest siodłem Podufałego Przechodu, przez który przechodzi tzw. Granacka Ławka. Na wierzchołek Podufałej Baszty nie prowadzą żadne znakowane szlaki turystyczne, dla taterników najłatwiej dostępna jest od strony Podufałego Przechodu, ponad który wznosi się zaledwie na kilka metrów.
Największą ścianą Podufałej Baszty jest jej południowo-zachodnia ściana (200 m wysokości), która opada w kierunku Doliny Wielickiej do miejsca pomiędzy wylotami Granackiego i Kwietnikowego Żlebu. W końcu prawego żebra tejże ściany znajduje się grupa turniczek zwanych Podufałymi Mnichami.
Pierwszego wejścia na wierzchołek Podufałej Baszty dokonali zapewne myśliwi, bądź kartografowie (na jej szczycie znajdował się niegdyś punkt pomiarowy). Pierwszego wejścia zimowego dokonali Jerzy Honowski i Czesław Mrowiec, a było to 25 kwietnia 1956 r.
Nazwa Podufałej Baszty pochodzi od znajdującej się powyżej niej Podufałej Turni. W gwarze góralskiej przymiotnik podufały znaczy tyle co zuchwały.